# Liste von Todesopfern des nationalsozialistischen Systems zwischen dem 2. Juli 1934 und dem Beginn des Zweiten Weltkriegs
Die Liste von Todesopfern des nationalsozialistischen Systems zwischen dem 2. Juli 1934 und dem Beginn des Zweiten Weltkriegs bietet einen Überblick über Personen, die zwischen dem 2. Juli 1934 und dem Beginn des Zweiten Weltkriegs vom nationalsozialistischen Staat beziehungsweise von Organen und Exekutivpersonen des nationalsozialistischen Staates oder Gliederungen der Nationalsozialistischen Deutschen Arbeiterpartei (NSDAP), wie der Sturmabteilung (SA) oder Schutzstaffel (SS), bzw. Angehörigen dieser Gliederungen, zu Tode gebracht wurden.
Für eine Übersicht zu Personen, die in dem Zeitraum zwischen dem Regierungsantritt der Nationalsozialisten am 30. Januar 1933 und der als Röhm-Putsch bekannt gewordenen politischen Säuberungsaktion des NS-Regimes vom 30. Juni bis 2. Juli 1934 – die in der Forschung weithin als „Das Ende der Machtergreifung“ (Mathilde Jamin) oder als „Hitlers Durchbruch zur Alleinherrschaft“, also als Abschluss der Phase der Durchsetzung und Konsolidierung der nationalsozialistischen Diktatur, gilt – zu Tode kamen, siehe die analoge Liste von Todesopfern des nationalsozialistischen Terrors während der Machteroberungsphase 1933/1934. Für die Todesopfer der Röhm-Affäre siehe die Liste der im Zuge des sogenannten Röhm-Putsches getöteten Personen.
Für die nach dem Beginn des Zweiten Weltkriegs am 1. September 1939 durch das nationalsozialistische System verursachten Todesopfer wird auf die Datenbanken Gedenkbuch – Opfer der Verfolgung der Juden unter der nationalsozialistischen Gewaltherrschaft 1933–1945 des Bundesarchivs (für die Opfer der Shoa) bzw. auf die Datenbank des Volksbundes Kriegsgräberfürsorge (für die bei militärischen Handlungen ums Leben gekommenen Personen) verwiesen.

## Liste der Todesopfer im Überblick
Der dritte Abschnitt („In Konzentrationslagern und Gefängnissen gewaltsam zu Tode gekommene Personen“) listet Personen auf, die zwischen dem 2. Juli 1934 und dem 1. September 1939 in den in diesen Jahren innerhalb des deutschen Staatsgebietes bestehenden Konzentrationslagern zu Tode kamen.
Der vierte Abschnitt („Opfer von regulären Hinrichtungen“) verzeichnet Personen, die von regulären Gerichten offiziell und im Einklang mit dem damals herrschenden Rechtssystem zum Tode verurteilt und zwischen dem 2. Juli 1934 und dem 1. September 1939 hingerichtet wurden.

### Opfer von wilden Terrormaßnahmen
- 7. bis 13. November 1938: Im Rahmen der Novemberpogrome 1938 („Reichskristallnacht“) wurden nach Angaben des Jüdischen Museums Berlin 400 nach nationalsozialistischer Definition als „Juden“ geltende Personen innerhalb des Gebietes des Deutschen Reiches ermordet oder in den Suizid getrieben.[4] Laut der Bundeszentrale für politische Bildung geht die Forschung inzwischen von über 1.500 Todesopfern aus. Die Nationalsozialisten gaben die Zahl der ums Leben Gekommenen mit 91 an.[5]
  - Eine vom Land Nordrhein-Westfalen in Auftrag gegebene Studie aus dem Jahr 2018 kam zu dem Ergebnis, dass insgesamt 127 Menschen in dem Gebiet, das das heutige Bundesland bildet, 1938 durch die Novemberpogrome starben: Nämlich zehn Personen, die in der Pogromnacht selbst erschossen, erstochen oder ertränkt wurden; vierundvierzig Personen, die an den Folgen oder Spätfolgen der Misshandlungen, die sie während der Pogromnacht erlitten starben; zweiundvierzig Personen, die zweiundvierzig Personen, die aufgrund der Ereignisse Suizid begingen; sowie einunddreißig Personen, die während der Pogromnacht verhaftet, anschließend als „Aktionsjuden“ in die Konzentrationslager Dachau, Buchenwald und Sachsenhausen verschleppt wurden und die dann dort oder nach ihrer Entlassung an den Folgen der Haft starben.[6]
  - Namentlich bekannte Opfer des Pogroms:
  - 8. November 1938: Robert Weinstein (* 28. Februar 1883 in Felsberg), Textilhändler, Sozialdemokrat und ehemaliger stellvertretender Stadtverordnetenvorsteher von Felsberg, wurde im Zuge der Novemberpogrome, am Abend des 8. November 1938, von einem Mob aus Angehörigen der SA, SS und HJ, obwohl er schwer krank war, aus seinem Wohnhaus in der Felsberger Obergasse getrieben und durch die angrenzenden Straßen getrieben, er starb einige Minuten später in der Untergasse (auf der Straße) an Herzversagen.[7]

### Opfer von Fememorden
- 23. Januar 1935 (in Slapy nad Vltavou): Rudolf Formis (* 25. Dezember 1894 in Stuttgart), Ingenieur, Anhänger der antinazistischen Schwarzen Front. Formis betrieb im Auftrag von Otto Strasser einen geheimen Untergrundsender in der Tschechoslowakei, der von dort aus gegen das NS-Regime gerichtete Rundfunkbotschaften in das deutsche Staatsgebiet ausstrahlte. Trotz Tarnung wurde dieser Sender Ende 1934 von der deutschen militärischen Abwehr lokalisiert. Im Januar 1935 versuchten zwei als Touristen getarnte Agenten des Sicherheitsdienstes der SS, im Auftrag des SD-Chefs Reinhard Heydrich, das Hotel Zahori bei Slapy nad Vltavou, von dem Formis seinen Sender betrieb, auf: Ihr Auftrag lautete den Sender zu zerstören und Formis zu betäuben und nach Deutschland zu entführen. Das Manöver misslang. Formis widersetzte sich bei dem versuchten Zugriff den Agenten, wobei es zu einem Schusswechsel kam, bei dem sie ihn erschossen. Die Täter, die SD-Männer Alfred Naujocks und Werner Göttsch, entkamen über die Grenze nach Deutschland.
- März 1938: Wilhelm von Ketteler (* 1906 auf Burg Eringerfeld), Diplomat. Ketteler, der in verdeckter Form von der deutschen Gesandtschaft in Wien aus gegen das NS-System arbeitete, wurde am Tag des Einmarsches der deutschen Truppen in Wien im März 1938 auf Befehl von Reinhard Heydrich von Agenten des Sicherheitsdienstes der SS entführt und, als er sich weigerte im Verhör Geheiminformationen preiszugeben, die diese ihm abpressen sollten, bzw. er sich weigerte ein Abkommen mit dem Sicherheitsdienst zu schließen, von diesen durch Eintauchen seines Kopfes in einen Wasserbottich ertränkt. Der Leichnam wurde anschließend in die Donau geworfen und im April bei Hainburg an der österreichisch-tschechischen Grenze angespült.

### In Konzentrationslagern und Gefängnissen gewaltsam zu Tode gekommene Personen

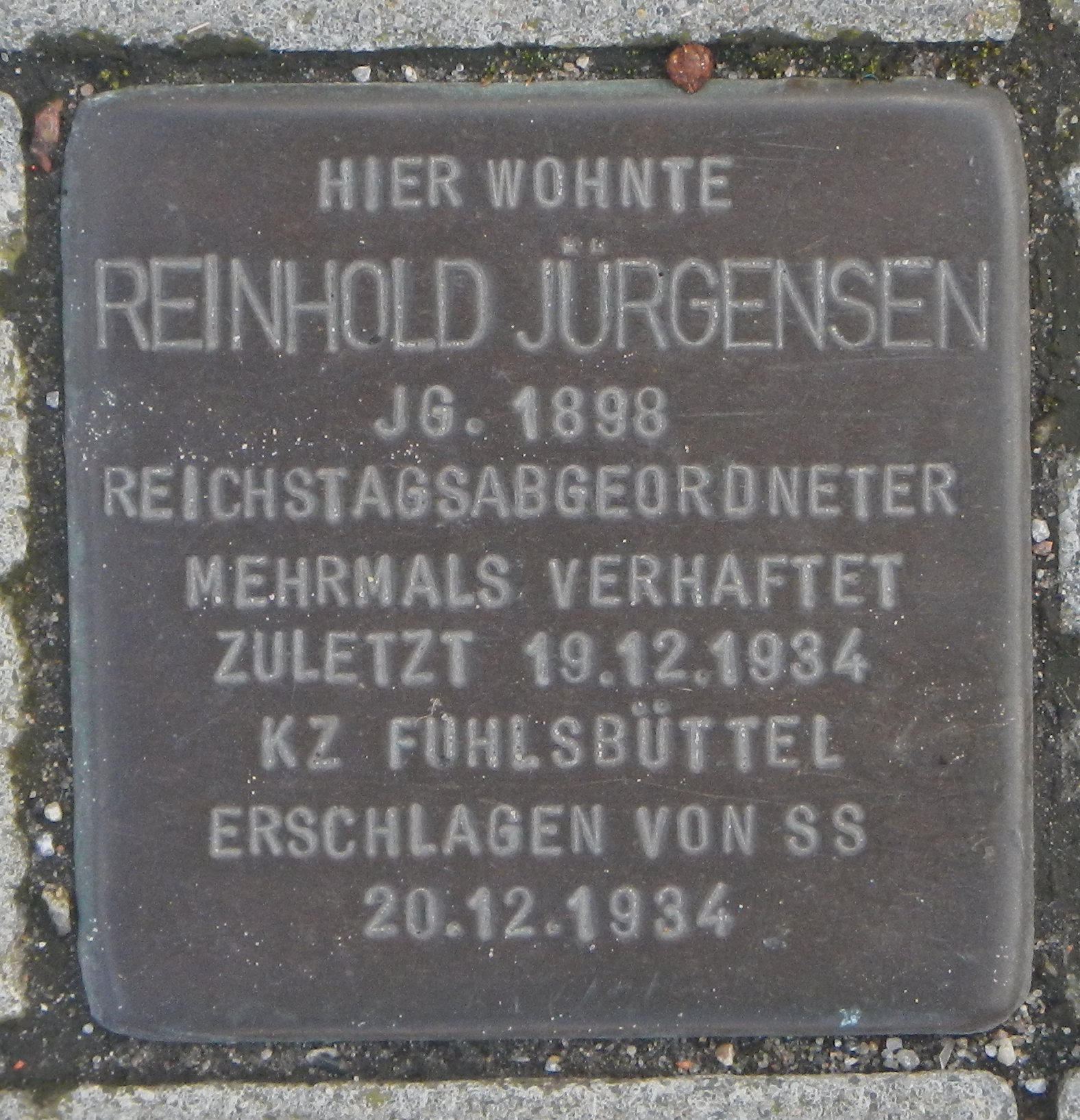
Stolperstein Reinhold Jürgensen

Im KZ Dachau kamen in der zweiten Jahreshälfte 1934 und im Jahr 1935 zwölf Gefangene ums Leben. Für das KZ Fuhlsbüttel sind siebzehn Personen identifiziert worden, die zwischen Juli 1934 und März 1936 dort getötet oder in den Tod getrieben wurden. Im KZ Lichtenburg starben nach unvollständigen Unterlagen zwischen Mitte 1934 und Mitte 1936 mindestens sechs Häftlinge gewaltsam. Für das KZ Sachsenburg liegt eine wage Schätzung vor, der zufolge zwischen August 1934 und Ende 1935 zwanzig Gefangene in diesem Lager ihr Leben verloren.
- 10. Juli 1934 (im KZ Oranienburg): Erich Mühsam (* 6. April 1878 in Berlin) Schriftsteller und Publizist. Als politischer Aktivist war Mühsam 1918 an der Ausrufung der Münchner Räterepublik beteiligt gewesen. Er wurde am 28. Februar 1933 von den Nationalsozialisten in Haft genommen und am 10. Juli 1934 von Angehörigen der SS-Wachmannschaft im KZ Oranienburg umgebracht, wobei ein Suizid durch Erhängen vorgetäuscht wurde.
- 20. Juli 1934 (im KZ Fuhlsbüttel): Paul Karl Bach (geb. 11. März 1903), Zimmermann, Kommunist. Seit 1927 war Bach in der Kommunistischen Partei tätig. Am 18. Juli 1934 wurde Bach verhaftet und ins KZ Fuhlsbüttel verschleppt. Ihm wurde Vorbereitung zum Hochverrat vorgeworfen. Er starb zwei Tage später in Fuhlsbüttel, offiziell durch Suizid. Mithäftlinge berichteten hingegen, dass der infolge von gewaltsamen Übergriffen durch SS-Männer zu Tode kam. Heute erinnert ein Stolperstein in der Detmerstraße 28 in Hamburg-Nord an ihn.[12]
- 14. September 1934 (im KZ Fuhlsbüttel): Ferdinand Buhk (geb. 2. November 1909 in Hamburg), Maschinenbauer, Angehöriger des Kommunistischen Jugendverbandes. Buhk erlernte den Beruf des Maschinenbauers und war bei der Firma Weil & Reineke tätig. 1931 wechselte er von den SPD-nahen Republikanischen Pfadfindern zum Kommunistischen Jugendverband Deutschlands. Am 26. März 1933 wurde Buhk zusammen mit anderen Mitgliedern des KJVDs verhaftet, nachdem sie ertappt wurden, während sie gegen die NS-Regierung gerichtete Parolen auf Hauswände malten („Hitler bedeutet Krieg“, „Heil Moskau“). Er kam in das Gefängnis Schwarzenbek wurde aber bereits Ende April wieder freigelassen. Ein gegen ihn eingeleitetes Verfahren wegen Vorbereitung zum Hochverrat wurde am 29. Mai 1933 eingestellt. Anschließend betätigte er sich weiter im Untergrund, indem er den Posten eines politischen Leiters des KJVDs in Bergedorf übernahm. Im Zuge der Zerschlagung der Gruppe wurde er am 13. September 1934 erneut in Haft genommen und ins KZ Fuhlsbüttel verbracht. Am 14. September wurde in seiner Zelle mit einem Taschentuch am Haken der Luftklappe erhängt aufgefunden. Die Staatsanwaltschaft bezweifelte die offiziell vom Lager mitgeteilte Todesursache („Selbstmord durch Erhängen“) und vermutete einen getarnten Mord. An der Leiche wurden Spuren schwerer Misshandlungen festgestellt (das Gesäß war „blau und striemig“). An Buhk erinnert ein Stolperstein in der Rothenhauschaussee 217 in Bergedorf.[13]
- 26. September 1934: Artur Richard Wustmann (geb. 16. Februar 1905), Färber, KPD-Mitglied. Nach Misshandlungen in der Haft im Universitätsklinikum Eppendorf gestorben.[14]
- 29. Oktober 1934 (im KZ Fuhlsbüttel): Rudolf Harms (geb. 1. Dezember 1905 in Altona), Zimmermann, Kommunist. Als Kommunist wurde Harms 1933 in Haft genommen: Er wurde vom 9. August 1933 bis zum 9. März 1934 erst im KZ Wittmoor und anschließend im KZ Fuhlsbüttel gefangen gehalten. Nach einer vorübergehenden Freilassung wurde er am 14. Oktober 1934 wurde er erneut verhaftet und erneut ins KZ Fuhlsbüttel gebracht. Dort starb er zwei Wochen später, offiziell, indem er sich selbst erhängte. Heute erinnert ein Stolperstein vor der Gärtnerstraße 90 in Eimsbüttel an ihn.[15][16]
- 27. November 1934 (Untersuchungsgefängnis Hamburg): Karl Leopold Naujack (geb. 2. Januar 1887 in Assaunen), Maler. Bei der Vorführung vor der Staatspolizei durch Schläge mit einem Gummiknüppel schwer geschlagen. Aufgrund der hierbei erlittenen Verletzungen an Kopf, Rücken, Gesäß und Oberschenkeln uns Lazarett des Untersuchungsgefängnisses gebracht und dort verstorben.[17][18]
- 27. November 1934 (im KZ Fuhlsbüttel): Wilhelm Springer (geb. 7. Mai 1894), Hobler, Kommunist. Springer wechselte 1928 von der SPD zur KPD und war im antifaschistischen Widerstand aktiv. Am 8. November 1934 wurde er an seinem Arbeitsplatz auf der Werft Blohm & Voss von der Geheimpolizei verhaftet. An ihn erinnert ein Stolperstein in der Kampstraße 7 in Hamburg-Mitte.[19]
- 20. Dezember 1934 (im KZ Fuhlsbüttel): Reinhold Jürgensen (* 18. März 1898 in Elmshorn), Elektriker und kommunistischer Reichstagsabgeordneter. Jürgensen wurde nach der Verschleppung ins KZ Fuhlsbüttel von SS-Wachpersonals schwer misshandelt und erschlagen.
- 1935 (KZ Fuhlsbüttel): Joseph Koefer (* 1914), Schutzhäftling aus Essen. Von dem SS-Mann Hartmann aus unmittelbarer Nähe in Brust und Kopf geschossen.[20]
- 26. Januar 1935 (im KZ Dachau): Joachim Cantacuzene (* 4. August 1894 in München). Als Homosexueller ins KZ Dachau gebracht. Am 26. Januar 1935 wurde er in einer Zelle im Arrestbunker des Lagers von SS-Angehörigen zu Tode misshandelt.[21]
- 21. Januar 1935 (im KZ Fuhlsbüttel): Max Wriedt (geb. 3. April 1886), Zimmergeselle, Kommunist. Vor 1933 war Wriedt Leiter des Roten Frontkämpferbundes in Elmshorn. Im März 1933 wurde er aufgrund des Verdachtes, bei einer Straßenschlacht in der Ollnsstraße am 24. Juli 1932 dem SA-Sturmführer Wilhelm Grezesch Kopfverletzungen zugefügt zu haben, in Haft genommen. Er wurde kurzzeitig im KZ Glückstadt festgehalten. Im März 1934 wurde er erneut verhaftet, da er nach Ansicht der Politischen Polizei nun als überführt galt, Grezesch mit einem Hammer auf den Kopf geschlagen und schwer verletzt zu haben. Im Dezember 1934 wurde er zum dritten Mal verhaftet und in das KZ Fuhlsbüttel überführt, wo er aufgrund von schweren Misshandlungen durch Angehörige der Wachmannschaft starb.[22]
- 4. Februar 1935 (Untersuchungsgefängnis Hamburg): Wilhelm Ott (geb. 18. Juli 1886), Brauereiarbeiter.
- 27. Februar 1935 (im KZ Fuhlsbüttel): Max Friedrich Engler (geb. 4. Februar 1868 in Altona), Schmied, Kommunist, Mitglied des Deutschen Metallarbeiter-Verbandes. Als Kommunist wegen „Vorbereitung zum Hochverrat“ in Haft genommen und nach seiner Verbringung in das KZ Fuhlsbüttel dort umgebracht.[23]
- 2. März 1935 (KZ Esterwegen): Willi Baron (geb. 1877 in Berlin), Berliner Reklameunternehmer. Baron wurde im KZ Esterwegen durch den SS-Mann Walter Börger auf der Latrine erschossen. Anschließend wurde ein Haken neben ihn gelegt, mit dem er den Schützen angegriffen haben sollte, und die Tat als Notwehr deklariert. Es handelt sich bei der Tat um den ersten sicher nachgewiesenen Mord im KZ Esterwegen[24]
- 22. März 1935 (KZ Columbiahaus): Heinz Hoppe (* 1914), Arbeiter. Hoppe wurde am 14. März 1935 wegen des Verdachtes, sich als Strichjunge betätigt und „widernatürliche Unzucht“ mit Männern betrieben zu haben, am Bahnhof Zoo in Berlin verhaftet. Er wurde in das KZ Columbia-Haus eingewiesen und dort – angeblich, weil er die Wachen beschimpft und seine Zelle beschädigt hatte – in Fesseln gehalten und zuletzt in eine Dunkelzelle gesperrt. Am 22. März 1935 wurde er schließlich vom Wachpersonal des Lagers erschossen. Angeblich fielen die tödlichen Schüsse bei von ihm begonnenen Handgreiflichkeiten, wahrscheinlich war dies aber nur ein Vorwand, um eine gezielte Erschießung zu kaschieren.[25][26]
- 9. März 1935 (im KZ Fuhlsbüttel): Heinrich Thes (geb. 1881), Kommunist.[27]
- 16. März 1935 (im KZ Fuhlsbüttel): Hans Westermann (geb. 17. Februar 1890 in Hamburg), Schneider, Kommunist, Abgeordneter der Hamburger Bürgerschaft. Wegen Betätigung in der illegalen KPD wurde Westermann im Juni 1933 in Haft genommen. Nach seiner Freilassung im August 1934 wurde er in der Nacht zum 6. März 1935 ein zweites Mal in Haft genommen und wenige Tage später im KZ Fuhlsbüttel umgebracht.[28]
- 26. März 1935 (KZ Dachau): Ungenannter Häftling des KZ Dachau. Der Mann starb nach schweren Misshandlungen.[29]
- 6. April 1935 (KZ Columbia-Haus): Kurt Wirtz. Wirtz, der angeblich homosexuell war, wurde im KZ Columbia-Haus erschossen.[25]
- 13. April 1935 (KZ Esterwegen): Friedrich Husemann, Vorsitzende des Bergarbeiterverbandes. Husemann wurde, während er Sport trieb, von einem SS-Mann durch zwei Schüsse in den Hals auf der Flucht getötet. Die Leiche wurde in eine Kiste gelegt, an der die anderen Häftlinge am nächsten Tag zur Abschreckung vorbeiziehen mussten.[30]
- 3. Mai 1935 (im KZ Fuhlsbüttel): Otto Hampel (geb. 1888), Kommunist.[31]
- 3. Mai 1935 (KZ Esterwegen): Georg Röhrs (vollständig Georg Johann Hermann Wilhelm Röhrs) (geb. 2. Oktober 1904 in Bremen), Arbeiter, Heizer, KPD-Mitglied. In der Weimarer Zeit engagierte Röhrs sich als Funktionär für die KPD. Außerdem war er Mitglied im Rotfrontkämpferbund. Im März 1933 wurde er in Haft genommen. Am 2. April wurde er in das KZ Mißler gebracht, wo er wiederholt schwer misshandelt wurde. Nach der Auflösung dieses Lagers kam er im September 1933 entweder in das Lager Ochtumsand oder in das Lager Langelütjen. Im Sommer 193r wurde er freigelassen und fand Arbeit in Rostock, dann beim Autobahnbau in Elsdorf: Wegen kommunistischer Umtriebe wurde er entlassen. Am 7. März 1935 wurde er von Gestapo erneut verhaftet. Am 3. Mai 1935 wurde vom Gefangenenhaus Osteror als Gefangener in das KZ Esterwegen gebracht. Dort wurde er noch am selben Tag von SS-Angehörigen zum Arbeitseinsatz bei Sandarbeiten außerhalb des Lagers abkommandiert und erschossen: In der offiziellen Darstellung hießt es, dass er einen Fluchtversuch unternommen habe und dabei erschossen worden sei. Die Staatsanwaltschaft Osbarück stellte das von ihr zunächst eingeleitete Ermittlungsverfahren bereits am 7. Mai 1935 ein. Die Staatsanwaltschaft Oldenburg kam nach dem Zweiten Weltkrieg hingegen 1949 zu dem Ergebnis, dass Röhrs keineswegs einen Fluchtversuch unternommen hatte, sondern dass er von SS-Leuten vor die Postenkette getrieben worden war, um eine Flucht zu konstruieren und so eine äußere Rechtfertigung für seine gezielte Tötung zu schaffen. Ein Verfahren wegen Mordversuchs, das die Staatsanwaltschaft gegen den ehemaligen SS-Mann Kiesel einleitete, wurde am Ende aber aus Mangel an Beweisen nicht zur Anklage gebracht. Kiesel berief sich darauf, dass ein anderer SS-Mann namens Falk, der im Krieg umgekommen war, die tödlichen Schüsse abgefeuert hätte. Heute erinnert ein Stolperstein in Bremen-Neustadt an Röhrs.[32][33]
- 5. Mai 1935 (KZ Sachsenburg): Paul Schraps. Schraps, der aus Leipzig stammte, wurde durch mehrere Stiche mit einem Taschenmesser in den Hals geötet.[34]
- 8. Mai 1935 (KZ Esterwegen): Willi Ohl, Rechtsanwalt aus Frankfurt. Von SS-Angehörigen erschossen.[35]
- 10. Mai 1935 (KZ Dachau): Hans Müller. Im Bunker des Lagers Dachau von Aufsehern ermordet.[36][37]
- 11. Mai 1935 (KZ Dachau): Franz Xaver Stützinger (geb. 17. Oktober 1903 in München), Schlosser, Werkzeugmacher, KPD-Mitglied. Als Kommunist wurde er am 9. März 1933 verhaftet und am 25. März 1933 ins KZ Dachau gebracht. Aufgrund des Verdachtes, illegale Druckschriften im Lager verbreitet zu haben, wurde er vom Wachpersonal in den Bunker des Lagers gesperrt und dort schwer misshandelt. Er verstarb an den Folgen der Misshandlungen.[38]
- 31. Mai 1935 (KZ Börgermoor): Julius Agranoff (geb. 1888), Vorbeugungsgefangener, Jude. Während des Gefangenensports von einem SS-Mann durch eine MG-Garbe im Liegen getötet.[39]
- 26. Juni 1935 (im KZ Fuhlsbüttel): Katharina Corleis, geborene Engelke (geb. 15. Dezember 1877 in Groß-Fredenbeck), Sozialdemokratin. Corleis wurde am 17. Juni 1935 zusammen mit zahlreichen weiteren Sozialdemokraten in Billstedt aufgrund illegaler politischer Betätigung von der Geheimpolizei verhaftet. Sie wurde ins KZ Fuhlsbüttel gebracht und dort in Einzelhaft gehalten. Sie erhängte sich schließlich in ihrer Zelle. Sie war die erste Frau, die im KZ Fuhlsbüttel starb. Der Leichnam wurde kremiert und im Schiffbeker Friedhof beigesetzt. Heute erinnert ein Stolperstein in Öjendorfer Weg 41 in Hamburg-Mitte an sie.[40]
- 31. Juli 1935 (im KZ Fuhlsbüttel): Hugo Niklas (vollständig Max Hugo Ferdinand Niklas) (geb. 4. Dezember 1902), Arbeiter, Kommunist. Niklas wurde aufgrund seiner Betätigung in der illegalen KPD in Hamburg in Haft genommen.[41]
- 31. Juli 1935 (im KZ Fuhlsbüttel): Wilhelm Rudolf Ochs (geb. 5. Juni 1866 in Beckathen, Kreis Holstein), Schuhmacher, Kommunist. Nach der amtlichen Version erhängte er sich im KZ Fuhlsbüttel. Diese Version wird jedoch aufgrund der späteren Aussagen von Mitgefangenen, dass seine Kleidung blutgetränkt war, als sie in die Wäscherei gebracht wurde. An Ochs erinnert ein Stolperstein in der Borgesch-Straße in Hamburg.[42]
- August 1935 (KZ Esterwegen): Otto Peters. Von einem SS-Mann erschossen.[43]
- 14. August 1935 (im KZ Fuhlsbüttel): Friedrich Wilhelm Hoffmann (geb. 1889), Kommunist.[44]
- 5. Oktober 1935 (KZ Sachsenburg): Max Sachs (geb. 23. September 1883 in Breslau), Redakteur der sozialdemokratischen Volkszeitung in Dresden, Abgeordneter im Sächsischen Landtag. Sachs wurde am 23. September 1935 wegen Verdachts staatsfeindlicher Betätigung verhaftet und am 25. September 1935 ins KZ Sachsenburg überführt. Nachdem er dort mehrere Tage lang schwer misshandelt wurde (u. a. wurde er mit Schrubbern gescheuert, bis ihm die Haut in Fetzen runterhing), wurde er an den Füßen eine Treppe hinuntergezogen und in einen Bunker geworfen, wo er starb.[45]
- 15. Oktober 1935 (KZ Dachau): Werner Abel (* 6. April 1902 in Kiel) Journalist, Kaufmann. Abel war der NS-Führung verhasst, da er Hitler wiederholt öffentlich bezichtigt hatte, in den 1920er Jahren Gelder von ausländischen Mächten zur Finanzierung der NSDAP angenommen zu haben und im Gegenzug in seiner politischen Linie und Propaganda Rücksicht auf die Interessen der Geldgeber genommen zu haben. Im Juni  1932 wurde Abel vom Landgericht München I wegen Meineides zu einer dreijährigen Zuchthausstrafe verurteilt. Er wurde später ins KZ Dachau überstellt und dort von den SS-Männern Johann Kantschuster und Plank umgebracht. Offiziell wurde sein Tod als Suizid deklariert.
- 25. Dezember 1935 (KZ Sachsenburg): Paul Dorn, Mitglied der Revolutionären Gewerkschaftsopposition. Stürzte sich aus dem 4. Stock eines Lagergebäudes und wurde von einem Posten noch im Fall „auf der Flucht“ erschossen.[46]
- 3. Januar 1936 (im KZ Fuhlsbüttel): Wilhelm Hagen (voller Name Wilhelm 'Willi' Christian Hagen) (geb. 3. November 1899 in Altona), Schmied, Straßenbahnschaffner, Kommunist. Hagen wurde wegen Betätigung im kommunistischen Untergrund verhaftet. Am 21. Februar 1935 wurde er ins KZ Fuhlsbüttel gebracht. Dort wurde er wiederholt schwer misshandelt und zeitweise in Einzelhaft (in Ketten) gehalten. Er starb am 3. Januar 1936. Offiziell starb er, indem er sich in seiner Zelle erhängte. Mithäftlinge gaben aber später an, dass er wahrscheinlich von Wachen erschlagen wurde. Heute erinnert ein Stolperstein in der Luruper Hauptstraße 54 in Altona an ihn.[47]
- 7. Januar 1936 (im KZ Fuhlsbüttel): Richard Rosin (geb. 15. November 1888), Heizer, Kommunist. Wegen Betätigung im kommunistischen Untergrund verhaftet. In Fuhlsbüttel in den Tod getrieben.[48]
- 3. Februar 1936 (im KZ Fuhlsbüttel): Hans Walter Kramer (geb. 1910), Kommunistischer Jugendverband.[49]
- 16. März 1936 (KZ Fuhlsbüttel): Hans Westermann, Abgeordneter. Nach fünfzehntätiger Misshandlung von SS-Leuten getötet.[50]
- 4. Mai 1936 (Untersuchungsgefängnis Hamburg): Walter Reichel (geb. 17. August 1912), Arbeiter
- 2. Juni 1936 (im KZ Dachau): Karl Reineking (* 5. November 1903 in Oberg, Landkreis Peine), ehemaliger SA-Sturmführer und Kriminalangestellter beim Geheimen Staatspolizeiamt in Berlin. Reineking wurde Anfang 1936 verhaftet und am 27. Januar 1936 durch die Strafkammer beim Landgericht Berlin zu sechs Monaten Gefängnis wegen Beleidigung verurteilt. Bald darauf wurde er ins KZ Dachau überführt. Dort wurde er kurz vor dem Ende seiner Haftzeit als unliebsamer Geheimnisträger umgebracht. Hintergrund waren wahrscheinlich Kenntnisse um delikate Vorgänge im Zusammenhang mit dem Reichstagsbrand vom 28. Februar 1933. Offiziell wurde Suizid durch Erhängen als Todesursache angegeben.
- 12. August 1936 (KZ Esterwegen): Paul Löwy (Künstlername Paul Gangolf) (geb. 13. Oktober 1879 in Königsberg), Holzschneider, Kunstmaler, Jude. Löwy wurde 1935 erstmals in KZ Esterwegen gebracht. Nach seiner Entlassung im Juni 1935 wurde er am 10. August 1936 wieder in Esterwegen eingeliefert und dort am 12. August 1936 in einem Wald erschossen.
- 17. Dezember 1936: Otto Stollberg (geb. 5. August 1873).[51]
- 13. Februar 1937: Alfons Friedrich Schär (geb. 5. August 1887), Taubstummenlehrer, Mitglied des Internationalen Sozialistischen Kampfbundes. Wegen illegaler politischer Betätigung verhaftet und in der Haft umgebracht.[52]
- 15. Mai 1937: Karl Hermann Heinrich Rüther (geb. 5. Juni 1906), Tischler, SPD-Mitglied, Mitglied des Reichsbanners und des Arbeitersamariterbundes. Rüter wurde erhängt aufgefunden.
- 10. Juli 1937: Alwin Lilienthal (geb. 18. April 1907), Segelmacher.
- 29. August 1937 (im KZ Dachau): Hans Kobelinski (* 2. Juni 1900 in Eisenach) Jurist, ehemaliger Angehöriger des Sicherheitsdienstes der SS (SD) und SS-Standartenführer, von 1933 bis 1934 Leiter des SD-Oberabschnitt Ost in Berlin. 1934 war Kobelinski von Heinrich Himmler der Untreue bezichtigt, von seinem Posten entfernt und zum einfachen SS-Mann degradiert worden. 1936 wurde er wegen homosexueller Vergehen aus der SS ausgestoßen und verhaftet. Er wurde als unliebsamer Geheimnisträger im KZ Dachau umgebracht. Offiziell starb er durch Suizid.
- 25. September 1936 (in KZ Fuhlsbüttel): Ernst Nachum (geb. 20. April 1905 in Hamburg), kaufmännischer Angestellter, Jude.[53][54]
- 30. Oktober 1936 (KZ Fuhlsbüttel): Max Nathan (geb. 19. März 1878 in Hamburg), Kaufmann, Jude.[55]
- 25. November 1937 (Gefängnis Fuhlsbüttel): Paul Robert Reinke (geb. 26. April 1896 in Elbing), Arbeiter, KPD-Mitglied. Wegen illegaler kommunistischer Betätigung in Hamburg-Heimfeld wurde er im September 1937 verhaftet und ins Konzentrationslager Fuhlsbüttel gebracht, wo er schwer misshandelt wurde. Offiziell starb er durch Selbstmord durch Erhängen. Heute erinnert ein Stolperstein vor der Gazerstraße 19 a-c in Harburg an ihn.[56]
- 12. Dezember 1933: Diedrich von der Reith (vollständiger Name Dierich Johannes von der Reith) (geb. 7. Dezember 1900 in Altona), Seemann, KPD-Mitglied. Von der Reith war in der Internationale der Seeleute und Hafenarbeiter aktiv und lebte Anfang der 1930er Jahre zeitweise in der Sowjetunion. Er wurde am 30. September 1933 wegen seiner Tätigkeit im kommunistischen Untergrund verhaftet. Am 9. Oktober 1933 kam er ins KZ Fuhlsbüttel, wo er schwer misshandelt wurde. Nach einem brutalen Verhör durch die Geheimpolizei wurde er ins Krankenhaus des Hamburger Untersuchungsgefängnisses gebracht. Dort starb er offiziell durch Erhängen. Der Anstaltsarzt weigerte sich jedoch wegen der vielen Misshandlungsspuren, die er an von der Reiths Körper feststellen, einen Totenschein auszustellen. Heute erinnert ein Stolperstein an von der Reith.[57]
- 2. Dezember 1937: Otto Schake (geb. 16. Oktober 1890), Schiffskoch.[58]
- 6. Februar 1938: Eduard Lorenzen (geb. 27. Oktober 1889), Arzt.
- 17. März 1938 (im KZ Dachau): Otto Thielemann (* 12. Januar 1891 in Braunschweig) Politiker (SPD) und Zeitungsredakteur. Thielmann war in den 1920er Jahren Abgeordneter im Braunschweigischen Landtag. Er wurde 1933 verhaftet, 1934 zu einer dreijährigen Haftstrafe verurteilt, 1936 in das KZ Dachau verschleppt und dort am 17. März 1938 umgebracht.
- 30. Mai 1938 (im KZ Dachau): Robert Hecht (* 9. März 1881 in Wien) Jurist und Staatsbeamter. Hecht war während der 1930er Jahre ein führender Beamter der österreichischen Regierung. Nach der deutschen Annexion Österreichs im März 1938 wurde er verhaftet und ins KZ Dachau verschleppt, wo er im Mai 1938 starb.
- 13. Juli 1938: Wilhelm Jastram (geb. 21. Juni 1895), technischer Zeichner.
- 1. August 1938 (im KZ Dachau): Hans Karl Zeßner-Spitzenberg (* 4. Februar 1885) Jurist. Als NS-Gegner wurde Zeßner-Spitzenberg nach der deutschen Annexion Österreichs verhaftet und im Juli ins KZ-Dachau überführt. Dort musste er unter harten Bedingungen schwere Zwangsarbeit leisten. Am 31. Juli 1938 wurde er, nachdem wegen physischer Überlastung zusammenbrach, in das Krankenrevier gebracht, wo er am 1. August 1938 verstarb.
- 18. August 1938: Oskar Paul Heymann (geb. 22. Februar 1900), Verkäufer. Nach Misshandlungen in der Haft im Allgemeinen Krankenhaus Barmbek gestorben.[59]
- 5. September 1938 (im KZ Dachau): Hans Prodinger (* 14. November 1887 in Villach, Kärnten) Politiker. Prodinger war von 1919 bis 1934 Abgeordneter des Salzburger Landtags. Nach der Annexion Österreichs durch das Deutsche Reich im März 1938 wurde Prodinger verhaftet und in das KZ Dachau verschleppt, wo er im September 1938 zu Tode kam.
- 16. Oktober 1938 (KZ Dachau): Hugo Sperber (* 26. November 1885 in Wien) Jurist, Jude. Sperber war ein linksgerichteter Rechtsanwalt in Wien. Er wurde nach der deutschen Annexion Österreichs verhaftet und am 24. Juni 1938 in das KZ Dachau verschleppt und dort im Oktober 1938 umgebracht.
- 25. Oktober 1938 (Untersuchungsgefängnis Hamburg): Beno Erich Hurwitz (geb. 25. Februar 1889), Arzt, Jude.
- 12. Dezember 1938 (KZ Fuhlsbüttel): Simon Otto St. Goar (* 3. Dezember 1869 in Frankfurt am Main), Exportkaufmann, Jude. St. Goar wurde am 28. November 1938 von der Gestapo verhaftet und ins Polizeigefängnis Fuhlsbüttel bzw. ins KZ Fuhlsbüttel eingeliefert. Er starb dort offiziell durch Suizid durch Erhängen.[60]
- 19, Januar 1939: Jasper Peter Holtmann (geb. 29. November 1904), Steurer.
- 19. Januar 1939 (im KZ Dachau): Hans Sylvester (* 10. November 1897 in Nickelsdorf) Agrarexperte und Politiker. Von 1934 bis 1938 war Sylvester Landeshauptmann des Burgenlandes. Nach der Annexion Österreichs durch das Deutsche Reich im März 1938 wurde Sylvester verhaftet und in das KZ Dachau deportiert, wo er am 19. Januar 1939 umkam.
- 3. Februar 1939: Rudolf Albert Müller (geb. 9. März 1910), Schneidergeselle.[61]
- 3. Februar 1939: Karl Muszinski (geb. 6. April 1915), Elektrotechniker.[62]
- 18. Februar 1939 (im KZ Fuhlsbüttel): Ferdinand Isenberg (geb. 21. März 1875 in Hamburg), Kaufmann, Jude.[63]
- 9. April 1939 (im KZ Fuhlsbüttel): Josef Lipschütz (geb. 27. November 1889 in Bremen), Handelsvertreter, Jude.[64]
- 8. Mai 1939 (im KZ Fuhlsbüttel): Paul Linick (geb. 4. Juli 1909 in Gelnhausen), Kaufmann, Jude.[65]

### Personen, die durch die politischen Verhältnisse im nationalsozialistischen Staat in den Suizid getrieben wurden
- 5. Februar 1938: Hans Litten (geb. 19. Juni 1903 in Halle) Rechtsanwalt. Litten wurde am 28. Februar 1933 in Schutzhaft genommen, weil er vor 1933 wiederholt in Strafprozessen als Verteidiger von Kommunisten scharf gegen Nationalsozialisten vorgegangen war (u. a. hatte er Hitler einmal, 1931, einem desavouierenden Kreuzverhör vor Gericht unterzogen). Er wurde als Schutzhäftling nacheinander im KZ Sonnenburg, im Zuchthaus Brandenburg, im KZ Esterwegen, im KZ Lichtenburg, im KZ Buchenwald und im KZ Dachau festgehalten. Wahrscheinlich aufgrund der harten Haftbedingungen und der ihm angetanenen Folterungen und Misshandlungen erhängte er sich am 5. Februar 1938 in einer Gefangenenlatrine im Dachauer Lager.

### Opfer von regulären Hinrichtungen
Die im Rahmen von regulären Strafverfahren verurteilten und hingerichteten Personen findet sich unter Liste von im Deutschen Reich hingerichteten Personen#Liste der Hinrichtungen von 1933 bis 1939.